# Carga (física)

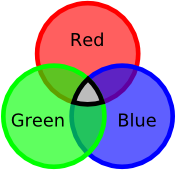
Carga representada por varios colores (rojo, verde, azul)

En física, una carga es cualquiera de muchas cantidades diferentes, como la carga eléctrica en el electromagnetismo o la carga de color en la cromodinámica cuántica . Las cargas corresponden a los generadores invariantes en el tiempo de un grupo de simetría, y específicamente, a los generadores que se conmutan con el hamiltoniano . Las cargas a menudo se indican con la letra Q, por lo que la invariancia de la carga corresponde al conmutador que desaparece {\displaystyle [Q,H]=0}, donde H es el hamiltoniano. Por tanto, las cargas están asociadas con números cuánticos conservados; estos son los valores propios q del generador Q.

## Definición abstracta
En abstracto, una carga es cualquier generador de una simetría continua del sistema físico en estudio. Cuando un sistema físico tiene una simetría de algún tipo, el teorema de Noether implica la existencia de una corriente conservada . Lo que "fluye" en la corriente es la "carga", la carga es el generador del grupo de simetría (local) . Esta carga, a veces, se denomina carga de Noether.
Así, por ejemplo, la carga eléctrica es la generadora de la simetría U(1) del electromagnetismo . La corriente conservada es la corriente eléctrica .
En el caso de simetrías dinámicas locales, asociado con cada carga es un campo de gauge; cuando se cuantifica, el campo de gauge se convierte en un bosón de gauge . Las cargas de la teoría "irradian" el campo de gauge. Así, por ejemplo, el campo de gauge del electromagnetismo es el campo electromagnético; y el bosón gauge es el fotón.
La palabra "carga" se utiliza a menudo como sinónimo tanto del generador de una simetría como del número cuántico conservado (valor propio) del generador. Por lo tanto, dejando que la letra mayúscula Q se refiera al generador, se tiene que el generador conmuta con el hamiltoniano [Q, H ] = 0 . La conmutación implica que los valores propios (minúsculas) q son invariantes en el tiempo:
dqdt = 0
Así, por ejemplo, cuando el grupo de simetría es un grupo de Lie, los operadores de carga corresponden a las raíces simples del sistema de raíces del álgebra de Lie; la discreción del sistema de raíces explica la cuantificación de la carga. Se utilizan las raíces simples, ya que todas las demás raíces se pueden obtener como combinaciones lineales de estas. Las raíces generales a menudo se denominan operadores de subida y bajada u operadores escalera .
Los números cuánticos de carga corresponden a los pesos de los módulos de mayor peso de una representación dada del álgebra de Lie. Así, por ejemplo, cuando una partícula en una teoría cuántica de campos pertenece a una simetría, entonces se transforma de acuerdo con una representación particular de esa simetría; el número cuántico de carga es entonces el peso de la representación.

## Ejemplos
Las teorías de la física de partículas han introducido varios números cuánticos de carga. Estos incluyen las cargas del Modelo Estándar :
- La carga de color de los quarks . La carga de color genera la simetría de color SU (3) de la cromodinámica cuántica .
- Los números cuánticos de isospín débiles de la interacción electrodébil . Genera la parte SU (2) de la SU (2) electrodébil × Simetría U (1). El isospín débil es una simetría local, cuyos bosones gauge son los bosones W y Z.
- La carga eléctrica por interacciones electromagnéticas. En los textos de matemáticas, esto a veces se denomina el {\displaystyle u_{1}} -carga de un módulo de álgebra de Lie .

Cargas de simetrías aproximadas:
- Las fuertes cargas de isospin. Los grupos de simetría son simetría de sabor SU (2) ; los bosones gauge son los piones . Los piones no son partículas elementales y la simetría es solo aproximada. Es un caso especial de simetría de sabor.
- Otras cargas de sabor a quark , como extrañeza o encanto . Junto con el isospín u
-d
mencionado anteriormente, estos generan la simetría de sabor global SU (6) de las partículas fundamentales; esta simetría está muy rota por las masas de los quarks pesados. Las cargas incluyen la hipercarga, la carga X y la hipercarga débil .

Cargas hipotéticas de extensiones al modelo estándar:
- La carga magnética hipotética es otra carga en la teoría del electromagnetismo. Las cargas magnéticas no se ven experimentalmente en experimentos de laboratorio, pero estarían presentes para teorías que incluyen monopolos magnéticos .

En supersimetría :
- La supercarga se refiere al generador que hace girar los fermiones en bosones y viceversa, en la supersimetría.

En teoría conforme de campos:
- La carga central del álgebra de Virasoro, a veces denominada carga central conforme o anomalía conforme . Aquí, el término "central" se utiliza en el sentido de centro en la teoría de grupos: es un operador que conmuta con todos los demás operadores del álgebra. La carga central es el valor propio del generador central del álgebra; aquí, es el tensor de energía-momento de la teoría de campo conforme bidimensional.[1]

En gravitación :
- Los valores propios del tensor de energía-momento corresponden a la masa física.

## Conjugación de carga
En el formalismo de las teorías de partículas, los números cuánticos de carga a veces se pueden invertir por medio de un operador de conjugación de carga llamado C. La conjugación de carga significa que un grupo de simetría dado ocurre en dos representaciones de grupo no equivalentes (pero aún isomórficas) ). Suele darse el caso de que las dos representaciones conjugadas de carga sean representaciones fundamentales conjugadas complejas del grupo de Lie. Su producto entonces forma la representación adjunta del grupo.
Por tanto, un ejemplo común es que el producto de dos representaciones fundamentales de carga conjugada de SL (2, C) (los espinores ) forma la representación adjunta del grupo de Lorentz SO (3,1); abstractamente sería
{\displaystyle 2\otimes {\overline {2}}=3\oplus 1.\ }
Es decir, el producto de dos espinores (Lorentz) es un vector (Lorentz) y un escalar (Lorentz). Tenga en cuenta que el álgebra de Lie compleja sl(2, C) tiene una forma real compacta su (2) (de hecho, todas las álgebras de Lie tienen una forma real compacta única). La misma descomposición se aplica también a la forma compacta: el producto de dos espinores en su (2) es un vector en el grupo de rotación O (3) y un singlete. La descomposición viene dada por los coeficientes de Clebsch-Gordan .
Un fenómeno similar ocurre en el grupo compacto SU (3), donde hay dos representaciones fundamentales conjugadas pero desiguales de carga, denominadas {\displaystyle 3} y {\displaystyle {\overline {3}}}, el número 3 denota la dimensión de la representación, y con los quarks transformándose bajo {\displaystyle 3} y los antiquarks transformándose bajo {\displaystyle {\overline {3}}} . El producto Kronecker de los dos da
{\displaystyle 3\otimes {\overline {3}}=8\oplus 1.\ }
Es decir, una representación de ocho dimensiones, el octeto de la vía óctuple y un singlete . La descomposición de tales productos de representaciones en sumas directas de representaciones irreductibles puede, en general, escribirse como
{\displaystyle \Lambda \otimes \Lambda '=\bigoplus _{i}{\mathcal {L}}_{i}\Lambda _{i}}
para representaciones {\displaystyle \Lambda } . Las dimensiones de las representaciones obedecen a la "regla de suma de dimensiones":
{\displaystyle d_{\Lambda }\cdot d_{\Lambda '}=\sum _{i}{\mathcal {L}}_{i}d_{\Lambda _{i}}.}
Aquí, {\displaystyle d_{\Lambda }} es la dimensión de la representación {\displaystyle \Lambda } y los enteros {\displaystyle {\mathcal {L}}} siendo los coeficientes de Littlewood-Richardson . La descomposición de las representaciones viene dada nuevamente por los coeficientes de Clebsch-Gordan, esta vez en el entorno general de álgebra de Lie.